# 12.10
12.10 er en britisk stumfilm fra 1919 af Herbert Brenon.

## Medvirkende
- Marie Doro - Marie Fernando
- Ben Webster - Chatterton
- Geoffrey Kerr - Geoffrey Brooke
- James Carew -  Arthur Newton
- Frederick Kerr - Doctor Wrightman
- Pierre Maillard